# 徳島県立貞光工業高等学校
徳島県立貞光工業高等学校（とくしまけんりつさだみつこうぎょうこうとうがっこう）は、かつて徳島県美馬郡つるぎ町に所在した公立の工業高等学校。2014年に徳島県立美馬商業高等学校と統合され、徳島県立つるぎ高等学校が新設され閉校した。

## 設置学科
- 電気科
- 機械科
- 建設科（2009年度（平成21年度）に新設）
- 土木科（2010年度（平成22年度）末に廃科）
- 建築科（2010年度（平成22年度）末に廃科）

## 沿革
- 1958年 - 徳島県立美馬商業高等学校に工業課程が併設され徳島県立美馬商工高等学校と改称。
- 1967年 - 工業課程が徳島県立貞光工業高等学校として独立。
- 2014年 - 徳島県立美馬商業高等学校と統合され徳島県立つるぎ高等学校が新設、閉校。

## 部活動
- ラグビー部が県内の強豪のひとつとして存在感を示し、全国高等学校ラグビーフットボール大会（花園）の出場回数も多い。

## 卒業生
- 柴田和宏（ラグビー選手）
- 秋山陽路（ラグビー選手）

## 所在地
- 徳島県美馬郡つるぎ町貞光字馬出63番地2